# Зексау
Зексау (нім. Sexau) — громада в Німеччині, знаходиться в землі Баден-Вюртемберг. Підпорядковується адміністративному округу Фрайбург. Входить до складу району Еммендінген.
Площа — 16,30 км2. Населення становить 3482 ос. (станом на 31 грудня 2020).